# Registered jack

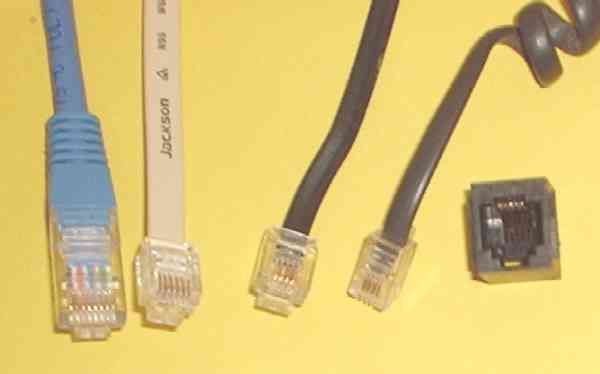
Connectors RJ, d'esquerra a dreta: RJ-45 de vuit pins, RJ-25 o RJ-12 de sis pins, RJ-11 o RJ-14 de quatre pins, i un connector de auricular RJ-22 (RJ-10 o RJ-9) de quatre pins.

Un registered jack (RJ) és un estàndard per a interfície física, tant per a la construcció de connectors com per al disseny del cablejat, per a la connexió d'equips de telecomunicacions o de dades. Els estàndards de disseny per a aquests connectors i els seus cablejats es denominen RJ11, RJ14, RJ21, RJ45, RJ48, RJ61, etc., I són força usats a nivell internacional.
Els connectors físics que utilitza RJ principalment són el connector modular i el micro ribbon de 50 pins. Per exemple RJ11 utilitza un connector modular de 6 posicions i 4 contactes (6P4C), mentre que el RJ21 utilitza un connector micro ribbon de 50 pins.

## Història
- Van ser registrats per l'empresa Bell Systems el 1976 al FCC per a interconnexió d'aparells telefònics.
- El 1980, l'especificació va ser regulada com a llei en el títol 47 part 60 del CFR (codi federal de regulacions dels EUA).

## Llista oficial dels "registered jacks"
| Codi        | Connector                       | Ús |
| ----------- | ------------------------------- | --- |
| RJ2MB       | 50-pin cinta miniatura          | 12/02 línies telefòniques amb maquillatge ocupat acord                                                                                          |
| RJ11C/RJ11W | 6P2C                            | Per a línia telefònica (6P4C amb l'alimentació en el segon parell)                                                                              |
| RJ12C/RJ12W | 6P6C                            | Per a una línia telefònica per davant de la xarxa telefònica                                                                                    |
| RJ13C/RJ13W | 6P4C                            | Per a línia telefònica que està darrere de la xarxa telefònica                                                                                  |
| RJ14C/RJ14W | 6P4C                            | Durant dues línies telefòniques (6P6C amb el poder en tercer parell)                                                                            |
| RJ15C       | 3-pin resistent a la intempèrie | Per a línia telefònica |
| RJ18C/RJ18W | 6P6C                            | Per a línia telefònica amb maquillatge ocupat acord                                                                                             |
| RJ21X       | 50-pin cinta miniatura          | Per a un màxim de 25 línies |
| RJ25C/RJ25W | 6P6C                            | Per a tres línies de telèfon |
| RJ26X       | 50-pin micro ribbon             | Per línies múltiples de dades, universal |
| RJ27X       | 50-pin micro ribbon             | Per línies múltiples de dades, programat |
| RJ31X       | 8P8C                            | Sistemes d'alarma |
| RJ32X       | 8P8C                            | Telefònic |
| RJ33X       | 8P8C                            | Telefònic |
| RJ34X       | 8P8C                            | Similar a RJ33X, però totes les vies connectades darrere el circuit.                                                                            |
| RJ35X       | 8P8C                            | Telefònic |
| RJ38X       | 8P8C                            | Similar a RJ31X, amb un circuit de continuïtat.                                                                                                 |
| RJ41S       | 8P8C, codificat                 | Per a una línia de dades, universal |
| RJ45S       | 8P8C, codificat                 | Per una línia de dades, amb resistència de programació                                                                                          |
| RJ48C       | 8P4C                            | Per línies de dades de 4 cables (DSX-1) |
| RJ48S       | 8P4C, codificat                 | Per línies de dades de 4 cables (DDS) |
| RJ48X       | 8P4C, amb útil de creuament     | Per línies de dades de 4 cables (DS1) |
| RJ49C       | 8P8C                            | Per ISDN BRI via NT1 |
| RJ61X       | 8P8C                            | Per 4 línies telefòniques |
| RJ71C       | 50-pin micro ribbon             | 12 line series connection using 50-pin connector (with bridging adapter) ahead of customer equipment. Mostly used for call sequencer equipment. |

Significat del sufixos:
- C: muntatge de superfície
- F: muntatge flexible
- W: muntatge a paret
- L: muntatge a làmpada
- S: filera única
- M: filera múltiple
- X: connector(jack) complex